# Marina Tsvetaeva
Marina Ivánovna Tsvetáieva (em cirílico Марина Ивaновна Цветaева; Moscou, 26 de setembro de 1892 — Ielabuga, 31 de agosto de 1941), foi uma poetisa e tradutora russa.

## Biografia
Depois da Revolução Russa teve de exilar-se em Praga, no ano de 1922, mudando-se depois (1925) para França, junto ao esposo, um militar. Neste último país viveram catorze anos, ela sempre deprimida. Retornou à União Soviética para se juntar ao marido, Sergei Efron, que retornara para a Rússia, e com sua filha Ariadna, em 1939.
Naquele mesmo ano Sergei e Ariadna foram presos, ele sendo fuzilado em 1941. Ariadna foi reabilitada em 1955. Além desta filha, teve dois outros filhos: Irina e Georgi. A poetisa, porém, tendo caído em desgraça em seu país, com a desaprovação oficial, não conseguia morada nem trabalho, vivendo em grande pobreza. Sua filha Irina foi entregue a um orfanato onde veio a morrer de fome.
Quando teve início a Grande Guerra Patriótica (nome dado pelos soviéticos para a II Guerra Mundial), Marina foi evacuada para a cidade de Ielabuga, no Tartaristão, onde veio a se suicidar em 1941. Existe outra versão para sua morte; correm rumores de que foi morta por agentes da NKVD, policia politica, de Stalin. Moradores de Ielabuga viram os homens saindo de sua casa. Deixou uma obra poética que foi salva da destruição e do esquecimento por sua filha, Ariadna Efron. Durante o regime soviético permaneceu inédita até depois da II Guerra, quando passou a ser publicada em folhas clandestinas.

## Obras destacadas
Livros de versos
- Álbum da tarde, 1910 (Вечерний альбом)
- Lanterna mágica, 1912 (Волшебный фонарь)
- De dois livros, 1913 (Из двух книг)
- Campo de cisnes, 1917-1921(Лебединый стан)
- Léguas, 1921 (Вёрсты)
- Léguas, edição 1, 1922 (Вёрсты. Выпуск 1)
- Fim de Casanova, 1922 (Конец Казановы)
- Separação, 1922 (Разлука)
- Versos a Blok, 1916-1921
- Psique, 1923 (Психея. Романтика)
- Profissão, 1923 (Ремесло)
- Depois da Rússia, 1922-1925 (После России)
- Versos a Chequia, 1938-1939 (Стихи к Чехии)

Poemas
- Feiticeiro, 1914 (Чародей)
- Don Juan, 1917 (Дон Жуан)
- Rainha Donzela, 1920 (Tsar-devitsa - Царь-девица)
- Um bravo, 1922 (Molodets - Молодец)
- Poema de uma montanha, 1926 (Поэма Горы)
- Poema do fim, 1926 (Поэма Конца)
- Poema de Escada, 1926 (Поэма Лестницы)
- Сaçador de ratos, 1926 (Крысолов)
- Sibéria, 1930 (Сибирь)

Obras para teatro
- Ventisca, 1918 (Метель)
- Valete de coração, 1918 (Червонный валет)
- Anjo de pedra, 1919 (Каменный ангел)
- Ariadna, 1927 (Ариадна)
- Fedra, 1928 (Федра)

Prosa
- Mãe e música, 1934 (Мать и музыка)
- Meu Pushkin, 1937 (Мой Пушкин)
- Relato de Sonechka, 1937 (Повесть о Сонечке)
- Memórias sobre Maksimilián Voloshin (1932), Andréi Bely (1934), Mijail Kuzmin (1936), Borís Pasternak (1933), Valeri Briusov (1925)

## Traduções
- «Poesias | Стихотворения». Nota do Tradutor (em russo e português). 1 (1). Traduzido por Veronica Filíppovna. Florianópolis: Revista de Tradução Literária e Biblioteca Digital. Setembro de 2010. pp. 11–46. ISSN 2177-5141
- Depois da Russia, 1922-1925, tr. : F. e N. Guerra. LISBOA, 2001.